# Carlos Díaz (athlétisme)
Pour les articles homonymes, voir Carlos Diaz et Diaz.
Carlos Martín Díaz del Río (né le 9 juillet 1993 à Santiago) est un athlète chilien, spécialiste du demi-fond et du fond. 
En 2024 il détient plusieurs records nationaux, allant du 1 500 m en 3 min 37 s 82, jusqu'au marathon, en 2 h 8 min 4 s.

## Biographie
Dès la catégorie junior, Carlos Díaz remporte la médaille de bronze du 1 500 mètres lors des Championnats ibéro-américains d'athlétisme 2012.
Aux Championnats du monde juniors la même année, il réalise un record national junior sur cette distance, avec un temps de 3 min 43 s 16 en séries.
En 2014, il est de nouveau 3e des Championnats ibéro-américains et devient champion d'Amérique du Sud des moins de 23 ans à Montevideo.
Il devient champion du Chili 2015 du 1 500 m, puis champion d'Amérique du Sud le 13 juin à Lima. 
Le 8 juillet 2015 il bat le record du Chili en 3 min 37 s 86 à Barcelone (Serrahima).
Il est demi-finaliste lors des championnats du monde 2015 à Pékin. 
Début 2016, à Sabadell, il bat successivement le record continental en salle du 1 500 m, que détenait le Brésilien Agberto Guimarães depuis 1989, et le record national du 3 000 m.
Le 3 juin 2016, il améliore le record en plein air du 1 500 m au Meeting Iberoamericano de Atletismo de Huelva, en 3 min 37 s 82.
En 2020 Carlos Díaz termine 33e des championnats du monde de semi-marathon en 1 h 1 min 32 s, ce qui bat le record national qu'il détenait déjà depuis 2018.
En 2023, pour sa première expérience sur marathon, il bat le record du Chili, qui datait de 1988, en 2 h 10 min 26 s lors du marathon de Séville.
En 2024 il améliore ce record de plus de deux minutes et obtient sa qualification pour les Jeux olympiques.

### Palmarès
| Date | Compétition                    | Lieu           | Résultat | Épreuve  | Performance    |
| ---- | ------------------------------ | -------------- | -------- | -------- | -------------- |
| 2012 | Championnats ibéro-américains  | Barquisimeto   | 3e       | 1 500 m  | 3 min 48 s 50  |
| 2014 | Championnats ibéro-américains  | São Paulo      | 3e       | 1 500 m  | 3 min 44 s 74  |
| 2015 | Championnats d'Amérique du Sud | Lima           | 1er      | 1 500 m  | 3 min 40 s 79  |
| 2016 | Championnats ibéro-américains  | Rio de Janeiro | 1er      | 1 500 m  | 3 min 39 s 20  |
| 2016 | Championnats ibéro-américains  | Rio de Janeiro | 1er      | 3 000 m  | 7 min 54 s 31  |
| 2017 | Championnats d'Amérique du Sud | Luque          | 2e       | 1 500 m  | 3 min 45 s 69  |
| 2018 | Jeux sud-américains            | Cochabamba     | 1er      | 1 500 m  | 3 min 50 s 82  |
| 2019 | Jeux panaméricains             | Lima           | 3e       | 5 000 m  | 13 min 54 s 43 |
| 2021 | Championnats d'Amérique du Sud | Guayaquil      | 2e       | 5 000 m  | 13 min 52 s 63 |
| 2022 | Championnats ibéro-américains  | La Nucia       | 1er      | 5 000 m  | 13 min 51 s 12 |
| 2022 | Jeux sud-américains            | Asuncion       | 2e       | 10 000 m | 29 min 15 s 66 |
| 2023 | Championnats d'Amérique du Sud | São Paulo      | 2e       | 10 000 m | 28 min 57 s 18 |

### Records
| Épreuve         | Performance         | Lieu           | Date            |
| --------------- | ------------------- | -------------- | --------------- |
| 1 500 m         | 3 min 37 s 82 (NR)  | Huelva         | 3 juin 2016     |
| 1 500 m (salle) | 3 min 42 s 23 (NR)  | Sabadell       | 7 février 2016  |
| 3 000 m         | 7 min 53 s 37 (NR)  | Madrid         | 11 juillet 2015 |
| 3 000 m (salle) | 7 min 52 s 95 (NR)  | Sabadell       | 19 février 2016 |
| 5 000 m         | 13 min 31 s 48      | Heusden-Zolder | 15 juillet 2023 |
| 10 000 m        | 27 min 58 s 97 (NR) | Londres        | 20 mai 2023     |
| Semi-marathon   | 1 h 1 min 32 s (NR) | Gdynia         | 17 octobre 2020 |
| Marathon        | 2 h 8 min 4 s (NR)  | Séville        | 18 février 2024 |